# Endemol Australia
Endemol Australia (anteriormente conocido como Southern Star Entertainment) fue el mayor grupo de producción y distribución de televisión independiente de Australia. La compañía era una filial de Endemol y ha sido desde 2009. En 2015, siguiendo la tendencia mundial se fusionó con Shine Australia creando Endemol Shine Australia.

## Historia
La compañía comenzó en 1972 como Hanna-Barbera Pty. Ltd. (Australia), una división australiana de Hanna-Barbera. En 1974, el Grupo adquirió el 50% Hamlyn de Hanna-Barbera Australia y nombró a Neil Balnaves como director general. En 1978, James Hardie Industrias adquirió el Grupo Hamlyn, y en 1979, Balnaves fue ascendido a director general de todo el Grupo Hamlyn. 
En 1983, James Hardie Industries y Hanna-Barbera matriz corporativa difusión de Taft reorganizó la división como Taft-Hardie Group Pty. Ltd. En 1984, la compañía estableció una división en Los Ángeles conocida como Southern Star Productions, dirigida por el zumbido Potamkin . Programas producidos por esta división serían animados en los estudios de Hanna-Barbera en Sydney, y se llevan el nombre de Southern Star / Hanna-Barbera Australia.
En 1988, Neil Balnaves llevó una A $ 11 millones de compra de la administración de Taft-Hardie, la reorganización de la compañía como Southern Star Group. Las instalaciones de animación Sydney también se vendieron, mientras que la división de Los Ángeles continuó funcionando hasta 1991 cuando fue vendido a Turner Broadcasting System .
En abril de 2004, la empresa fue adquirida por Southern Cross Radiodifusión y en 2007, por Fairfax Media .
En enero de 2009, Endemol Southern Star adquirió de hechos de Fairfax Media en una transacción vale más que $ 75 millones, formando una división conocida como Endemol Southern Star .
El 11 de diciembre de 2013, Southern Star anunció que volver a la marca como Endemol Australia. actual CEO , Janeen Faithfull,  declaró: "Como Endemol Australia continuaremos construyendo sobre la herencia y los éxitos de Southern Star ".